# Рьюкандефоссен
Рьюкандефоссен (норв. Rjukandefossen) — каскадный водопад высотой 18 метров, расположенный в Норвегии, неподалёку от села Тув коммуны Хемседал. Рьюкандефоссен лежит на реке Мёркедёла (норв. Mørkedøla).
Название водопада происходит от слова западного диалекта древнескандинавского языка rjúka («дымиться») и более позднего добавления fossen (определённой формы единственного числа от слова foss — водопад).
Благодаря транспортной доступности (водопад расположен в 200 метрах от шоссе Rv52), Рьюкандефоссен является одной из популярных туристических достопримечательностей региона. В 1986 водопад вместе с Мёркедёлой был включён в зону действия природоохранного плана водных ресурсов.

## Галерея
- Рьюкандефоссен в 1958 году
- Рьюкандефоссен весной 2012 года
- Рьюкандефоссен летом 2019 (видео)